# Barvno odvzemanje
Barvno odvzemanje (angleško under color removal ali UCR) je nadomeščanje barv, ki skupaj tvorijo nevtralno sivo barvo. Nevtralno sivo sestavljajo tri procesne barve: cian, magenta in rumena. Sivo, sestavljeno iz teh barv, lahko nadomestimo z določenim deležem črne.
Barvno odvzemanje je eden od postopkov, s katerim zmanjšamo količino barve na papirju in zmanjšamo stroške tiskanja.
V programu Adobe Photoshop je možna natačna nastavitev barvnega odvzemanja (meni Edit | Color Settings... | Custom CMYK...)

## Prednosti
Z barvnim odvzemanjem izboljšamo upodobitev detajlov v temnejših delih slike.